# Championnat de Serbie-et-Monténégro de hockey sur glace
Le Championnat de la RF de Yougoslavie puis de Serbie-et-Monténégro était la plus haute ligue de hockey sur glace en RF Yougoslavie devenu Serbie-et-Monténégro en 2003. Il a été créé en 1992 après la dissolution de la Yougoslavie. 
Il est suivi en 2006 par le Championnat de Serbie

## Palmarès
- 2006: Partizan Belgrade
- 2005: Étoile rouge de Belgrade
- 2004: HK Vojvodina Novi Sad
- 2003: HK Vojvodina Novi Sad
- 2002: HK Vojvodina Novi Sad
- 2001: HK Vojvodina Novi Sad
- 2000: HK Vojvodina Novi Sad
- 1999: HK Vojvodina Novi Sad
- 1998: HK Vojvodina Novi Sad
- 1997: Étoile rouge de Belgrade
- 1996: Étoile rouge de Belgrade
- 1995: Partizan Belgrade
- 1994: Partizan Belgrade
- 1993: Étoile rouge de Belgrade
- 1992: Étoile rouge de Belgrade